# Michaela Kuklová
Michaela Kuklová, née le 8 avril 1968 à Prague, est une actrice de théâtre, de télévision et de cinéma tchèque. 
Elle est devenue populaire par ses rôles de princesses de contes de fées.

## Biographie
Elle commence sa carrière à l'âge de douze ans. À treize ans, elle obtient son premier rôle principal dans la pièce Hrej, jak kvetou stromy, qui est suivie par de nombreuses productions, contes de fées, feuilletons et films, comme Skleněný dům (1981), Poklad hraběte Chamaré, Třetí skoba pro kocoura, My všichni školou povinní ou Hledám dům holubí. 
Le conte de fées O princezně Jasněnce a létajícím ševci (cs) lui apporte la popularité à l'âge de dix-huit ans. Elle tourne ensuite dans de nombreux films dont Učitel tance (cs), Divoká srdce, Obyčejná koňská historie, Une trop bruyante solitude, Playgirls, Z pekla štěstí, Andělská tvář, Ruth to vidí jinak, Světla pasáže ou encore Ordinace v růžové zahradě (cs)
Après avoir étudié au Divadelní fakulta Akademie múzických umění v Praze (DAMU), elle joue au Club dramatique de Prague. Après cela, elle se consacre uniquement au tournage, y compris dans des productions étrangères. Elle joue dans le conte de fées allemand Princesse Husopaska (Lisa), dans le film austro-français-polonais Nadine, mon amour (Nadine), dans le film autrichien Joint venture (Eva) et, entre autres, dans la série Der spritzen Karli. Elle revient sur scène en 2004 dans la comédie musicale Blood Brothers dans le rôle de Linda, au Théâtre Kalich, incarne Eliška dans la comédie musicale Tajemstvi ou Polly dans la comédie musicale Jack the Ripper, au Théâtre Hybernia, la Reine Blanche dans Alice au Pays des Merveilles et, au Théâtre musical de Karlín joue dans la comédie musicale familiale Královna Kapeska.